# Vestale (Q176)
| «Вестале»                                             | «Вестале»                                                                    | «Вестале»                                                                    |
| ----------------------------------------------------- | ---------------------------------------------------------------------------- | ---------------------------------------------------------------------------- |
| Vestale (Q176)                                        |                                                                              |                                                                              |
|                                                       |                                                                              |                                                                              |
| Схематичне зображення підводного човна типу «Аргонот» |                                                                              |                                                                              |
| Верф                                                  | Schneider-Creusot, Шалон-сюр-Сон                                             | Schneider-Creusot, Шалон-сюр-Сон                                             |
| Під прапором                                          | Франція                                                                      | Франція                                                                      |
| Належність                                            | Військово-морські сили Франції                                               | Військово-морські сили Франції                                               |
| Порт приписки                                         | Бізерта, Тулон                                                               | Бізерта, Тулон                                                               |
| На честь                                              | Весталки                                                                     | Весталки                                                                     |
| Закладений                                            | 30 січня 1931                                                                | 30 січня 1931                                                                |
| Спуск на воду                                         | 22 травня 1932                                                               | 22 травня 1932                                                               |
| Введений до складу флоту                              | 18 вересня 1934                                                              | 18 вересня 1934                                                              |
| На службі                                             | 1934–1944                                                                    | 1934–1944                                                                    |
| Сучасний статус                                       | У 1944 році виведений зі складу флоту, у березні 1946 року проданий на брухт | У 1944 році виведений зі складу флоту, у березні 1946 року проданий на брухт |
| Бойовий досвід                                        | Друга світова війна Битва за Атлантику                                       | Друга світова війна Битва за Атлантику                                       |
| Проєкт                                                |                                                                              |                                                                              |
| Тип ПЧ                                                | малий дизель-електричний підводний човен                                     | малий дизель-електричний підводний човен                                     |
| Основні характеристики                                |                                                                              |                                                                              |
| Швидкість (надводна)                                  | 17,5 вузлів (32,4 км/год)                                                    | 17,5 вузлів (32,4 км/год)                                                    |
| Швидкість (підводна)                                  | 9 вузлів (17 км/год)                                                         | 9 вузлів (17 км/год)                                                         |
| Робоча глибина занурення                              | 75 м                                                                         | 75 м                                                                         |
| Гранична глибина занурення                            | 80 м                                                                         | 80 м                                                                         |
| Автономність плавання                                 | 30 діб                                                                       | 30 діб                                                                       |
| Екіпаж                                                | 41 офіцер та матрос                                                          | 41 офіцер та матрос                                                          |
| Розміри                                               |                                                                              |                                                                              |
| Довжина найбільша (по КВЛ)                            | 63,4 м                                                                       | 63,4 м                                                                       |
| Ширина корпусу найб.                                  | 6,4 м                                                                        | 6,4 м                                                                        |
| Середня осадка (по КВЛ)                               | 4,24 м                                                                       | 4,24 м                                                                       |
| Водотоннажність надводна                              | 630 т                                                                        | 630 т                                                                        |
| Водотоннажність підводна                              | 798 т                                                                        | 798 т                                                                        |
| Рухова установка                                      | Дизель-електрична: 2 × дизельних двигуни Schneider-Carel 1 × електродвигун   | Дизель-електрична: 2 × дизельних двигуни Schneider-Carel 1 × електродвигун   |
| Гвинти                                                | 2                                                                            | 2                                                                            |
| Потужність                                            | 1300 к.с. (дизелі) 1000 к. с. (електродвигун)                                | 1300 к.с. (дизелі) 1000 к. с. (електродвигун)                                |
| Озброєння                                             |                                                                              |                                                                              |
| Артилерія                                             | 1 × 75-мм гармата modèle 1897                                                | 1 × 75-мм гармата modèle 1897                                                |
| Торпедно- мінне озброєння                             | 6 × 550-мм торпедних апаратів 4 × 400-мм ТА 13 торпед                        | 6 × 550-мм торпедних апаратів 4 × 400-мм ТА 13 торпед                        |
| ППО                                                   | 1 × 13,2-мм великокаліберний кулемет M1929                                   | 1 × 13,2-мм великокаліберний кулемет M1929                                   |

«Вестале» (Q176) (фр. Vestale (Q176) — військовий корабель, малий підводний човен 600-ї серії типу «Аргонот» військово-морських сил Франції часів Другої світової війни.
Підводний човен «Вестале» був закладений 30 січня 1931 року на верфі компанії Schneider-Creusot в Шалон-сюр-Сон. 22 травня 1932 року він був спущений на воду, а 18 вересня 1934 року увійшов до складу ВМС Франції.

## Історія служби
Підводний човен проходив службу в лавах французького флоту.
1 вересня 1939 року, коли вторгненням нацистської Німеччини в Польщу почалася Друга світова війна, «Вестале» дислокувався в Бізерті в Тунісі у складі 17-ї дивізії підводних човнів 6-ї ескадри, складової 4-ї флотилії в Морській префектурі IV. Також до дивізії входили однотипні підводні човни «Аретуз», «Аталанте» і «Султан». 3 вересня 1939 року Франція вступила у війну на боці союзників.
10 травня 1940 року німецькі сухопутні війська вдерлися у Францію, розпочавши велику битву на Західному фронті, а 10 червня 1940 року Італія оголосила війну Франції та приєдналася до сил вторгнення. Битва за Францію завершилася поразкою Франції та підписанням перемир'я з Німеччиною та Італією 22 червня 1940 року. Коли перемир'я набуло чинності 25 червня 1940 року, «Вестале» все ще базувався в Тулоні.
Після перемир'я в червні 1940 року «Вестале» служив у військово-морських силах Франції Віші. У листопаді 1940 року «Вестале» роззброєний разом з підводними човнами «Архімед», «Аурор», «Псифі», «Султан», «Аретуз», «Аргонаут» і «Ореада», коли перебував у Тулоні.
9 грудня 1940 року 17-та дивізія підводних човнів — тепер скорочена до «Вестале», «Аретуз» і «Султан» — вирушила з Тулона разом із підводним човном «Архімед» і військовим шлюпом «Командант Борі», який прямував до Касабланки у Французькому Марокко. З Касабланки 17-та дивізія підводних човнів рушила до Дакара в Сенегалі. «Аталанте» пізніше приєднався до них там і знову став частиною дивізії.
4 березня 1942 року чотири підводні човни 17-ї дивізії підводних човнів вирушили з Касабланки в Тулон, де вони мали пройти модернізацію. Після завершення робіт на всіх чотирьох підводних човнах 17-та дивізія вирушила з Тулона 30 вересня 1942 року, щоб повернутися до Касабланки.
Після припинення бойових дій між союзними та французькими військами у Французькій Північній Африці, французькі сили в Африці, включаючи «Вестале», приєдналися до сил Вільної Франції. Човен увійшов до складу Вільних французьких військово-морських сил.
У листопаді 1943 року «Вестале» перебував в Орані і все ще входила до складу 17-ї дивізії підводних човнів разом із «Аретузою», «Аталанте» та «Ла Султан». У 1944 році він був одним з п'яти французьких підводних човнів другого класу, які все ще діяли, разом з «Амазон», «Кюрі», «Доріс» і «Султан». У серпні 1945 року, коли Друга світова війна закінчилася капітуляцією Японії, корабель був частиною групи підводних човнів «Оран» і чекав переведення в резерв.